# Makor-Samaki
Makor-Samaki est un village de la commune de Martap située dans la région de l'Adamaoua et le département de la Vina au Cameroun.

## Population
Lors du recensement de 2005, Makor-Samaki comptait 806 habitants.

## Économie
Makor se trouve dans un bassin de production de miel.

## Transports
Avec Ngaoundal, Bawa et Ngaoundéré, Makor a fait partie des quatre premières gares mises en service sur le territoire de l'Adamaoua au moment de l'achèvement du Transcamerounais en 1974.